# Arne Karlsson
Ernst Arne Karlsson (ur. 23 marca 1936 w Örebro) – szwedzki żeglarz sportowy. Srebrny medalista olimpijski z Tokio.
Zawody w 1964 były jego jedynymi igrzyskami olimpijskimi. Rywalizował w klasie 5,5 m. Sternikiem był Lars Thörn, trzecim członkiem załogi Sture Stork. W 1956 jego ojciec Hjalmar z tymi samymi partnerami sięgnął po złoto.